# Projet Auerrind

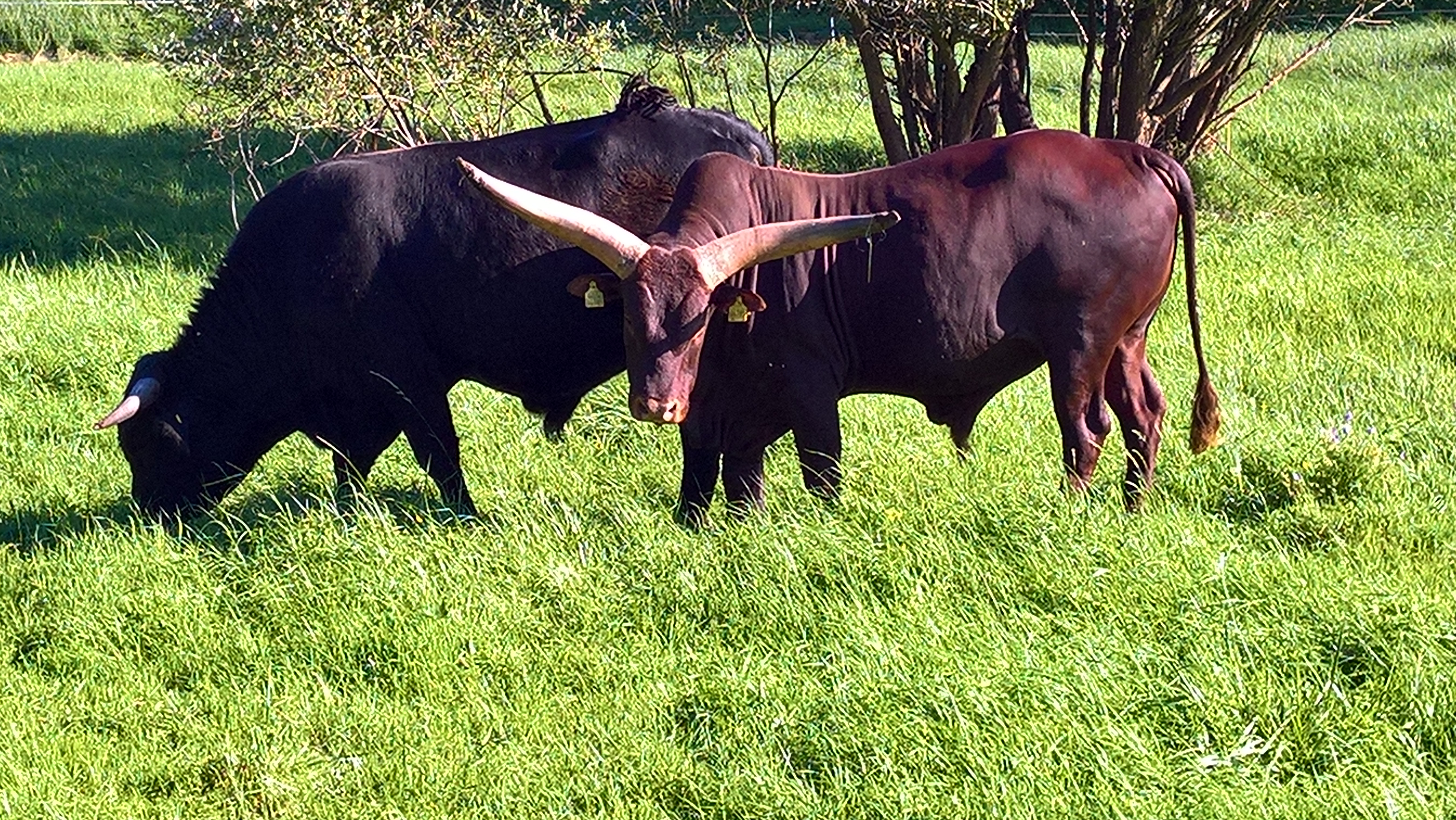
Taureaux Sayaguesa et Watusi du projet Auerrind, à l'été 2017 dans un pré entre l'abbaye de Lorsch et le laboratoire en plein air de Lauresham.

Le projet Auerrind est un projet d'élevage d'une race bovine de type aurochs appelée Auerrind. Le mot Auerrind est composé d'Auer (jamais utilisé indépendamment dans l'allemand standard moderne, de proto-germanique ūraz, ūrô (aurochs)), et de rind (bœuf). À court et à moyen terme, le bétail Auerrind devrait se rapprocher le plus possible du phénotype de l'aurochs, de son comportement et de sa génétique, grâce à une reproduction ciblée. À moyen et long terme, la réintroduction, le marronage et la sélection naturelle de ces animaux devraient permettre d'assurer le rôle écologique autrefois exercé par l'aurochs. Le projet Auerrind a été créé en 2013 au laboratoire en plein air de Lauresham du monastère Lorsch en Hesse. Il s'est développé à partir d'un projet précédent et est indépendant depuis 2015. Les premiers veaux croisés de la génération F1 sont nés en 2016. 

## Contexte et objectifs du projet

### Contexte
Le paysage naturel de l'Europe a toujours été façonné par les grands herbivores, tels que le bison, le cheval sauvage, l'aurochs, l'élan, le cerf élaphe et autres. Au cours de l'établissement des humains en Europe, ce rôle a été assumé en remplacement par des animaux domestiques tels que les bovins, les moutons et les chevaux domestiques, qui pâturaient les prairies mais aussi les forêts, les landes, etc. Depuis le début de l'industrialisation, cette influence des animaux de pâturage sur toute la nature a disparu et s'est pratiquement immobilisée en dehors des pâturages agricoles. Les animaux sauvages restants tels que le cerf élaphe et le chevreuil ne peuvent pas remplir ce rôle car ils sont non seulement beaucoup plus petits, mais ont également un comportement nutritionnel complètement différent de celui des bovins et des chevaux. 
Dans la conservation de la nature, le pâturage naturel toute l'année avec des animaux sauvages et domestiques est utilisé depuis plusieurs décennies comme moyen de conception et d'entretien. Des races robustes et primitives de chevaux et de bovins sont utilisées pour remplacer les formes sauvages disparues de chevaux et d'aurochs,,. Depuis environ 2010, des efforts ont été faits pour ramener les chevaux et le bétail domestique dans leur état sauvage d'origine. Des organisations telles que Rewilding Europe et le programme Tauros en sont des leaders. 
Au sens biologique, les bovins domestiques sont aussi des aurochs. En théorie, toute race de bétail domestiquée pourrait donc être relâchée dans la nature en remplacement des aurochs sauvages. Cependant, pour des raisons pratiques et éthiques, les formes de bétail domestique doivent être choisies pour les lâchers en fonction de leurs caractéristiques aussi similaires que possible à la forme sauvage éteinte de l'auroch. En effet, les caractéristiques de l'aurochs se sont développées dans un processus d'adaptation sur des centaines de milliers d'années à la vie à l'état sauvage. On peut donc supposer que ces caractéristiques conviennent bien mieux pour vivre et survivre dans un état sauvage ou demi-sauvage que les caractéristiques modifiées respectives des bovins domestiques . 

### Objectifs
Selon le chef de projet Klaus Kropp, l'objectif global du projet Auerrind est d'assurer « le retour d'une espèce européenne clé dans notre écosystème ». 
Il décrit trois objectifs interdépendants : la promotion de la conservation des paysages et de la nature avec l'aide des grands herbivores, l'élevage d'un bovin approprié à cet effet sur le modèle de l'aurochs, l'acquisition et l'amélioration des connaissances sur les méthodes de pâturage naturel, ainsi que sur le phénotype, le comportement et le génotype des aurochs. 
Conservation des paysages et de la nature
Le paysage du quartier de la Bergstrasse en Hesse, siège du laboratoire en plein air de Lauresham, doit être rendu un peu plus original grâce à des projets d' aménagement et de renaturation. Au cœur de cela se trouve l'utilisation du bétail qui joue le rôle d'une espèce clé dans l'écosystème. Ainsi, les bouses sont la base alimentaire de nombreuses espèces d'insectes, qui à leur tour servent de nourriture aux oiseaux et aux chauves-souris. Les mares créées par les souilles des bovins ameublissent le sol et peuvent être utilisées comme frayère par les amphibiens. Le frottement du bétail sur les arbres modifie le couvert végétal. Le comportement alimentaire des bovins crée un paysage semi-ouvert, structurellement riche avec une flore et une faune diversifiées ,. Les parties molles renouvelables des plantes sont la base alimentaire d'autres herbivores tels que les lapins, les oies, les cerfs et les chevaux, qui, contrairement au bétail, sont moins capables d'exploiter le matériel végétal grossier et dur,. 
Élevage
Afin de maintenir une race de bétail la mieux adaptée à ces tâches et à une vie sans surveillance toute l'année au grand air, le bétail Auerrind devrait être créé,. Grâce à une reproduction ciblée, il devrait se rapprocher le plus possible de la forme sauvage éteinte de l'aurochs, dans son phénotype, son comportement et génétiquement, et être particulièrement robuste ,. À court et à moyen terme, il ne sera utilisé que dans des projets de pâturage surveillés (dans le quartier de la Bergstrasse, également en coopération avec des partenaires locaux dans toute l'Allemagne), mais il devrait également être introduit à long terme dans des zones naturelles appropriées . 
Recherche scientifique
À l'appui de ces deux objectifs, une recherche scientifique d'accompagnement est prévue, qui fournit des connaissances de base pour la mise en œuvre des objectifs du projet,, ainsi que des connaissances archéologiques expérimentales sur le rôle écologique de l'aurochs et les effets écologiques du pâturage au Moyen-Âge en évaluant le projet lui-même . Selon Claus Kropp, la recherche devrait être menée en partie de manière indépendante, en partie en coopération avec des institutions de recherche scientifique. 

### Coopération avec d'autres projets
Bien qu'il existe deux projets similaires plus anciens, le projet Taurus (depuis 1996) et le programme Tauros (depuis 2008), le projet Auerrind a opté pour une méthode indépendante pour déterminer la stratégie d'élevage et les races de départ utilisées. Il y a cependant un échange professionnel animé entre ces trois projets . 

## Plan d'élevage
Selon le chef de projet Kropp, l'objectif fondamental est d'atteindre un degré élevé d'homogénéité entre les animaux croisés d'ici 10 à 20 ans, c'est pourquoi le nombre de races fondatrices est maintenu aussi bas que possible. 

### Races bovines utilisées
Le projet Auerrind a sélectionné cinq races naturelles robustes et primitives, qui vivent généralement en troupeaux dehors toute l'année et qui sont considérées comme faciles à manipuler,. Selon Kropp, il s'agit de caractères génétiques et phénotypiques et de comportements encore relativement proches des aurochs. Les cinq races réunissent les caractéristiques physiques essentielles de l'aurochs.  
Les Chianina viennent du centre de l'Italie. Ils ont de longues pattes et sont de grande carrure, considérés comme l'une des plus grandes races de bovins au monde. Bien que leurs cornes soient petites, elles sont pointées vers l'avant comme les aurochs. 
Le bétail italien Maremmana et le bœuf gris de Hongrie appartiennent au groupe de bétail Podolica. Extérieurement, les deux races sont similaires et sont utilisées de manière interchangeable dans le projet. Leurs cornes sont orientées vers le haut, mais elles sont grandes comme chez l'aurochs. Contrairement à la plupart des bovins de steppe hongrois, les bovins Maremmana ont un garrot prononcé semblable à l'auroch avec de longues vertèbres. 
Le bétail espagnol Sayaguesa est grand et à longues pattes comme les aurochs, mais dans des proportions moindre que le bétail Chianina. Ses cornes de taille moyenne sont tournées vers l'avant. Leurs crânes sont assez longs, à la différence du crâne raccourci de beaucoup d'autres races de bétail. 
Les Watusi se caractérisent par des cornes particulièrement grandes et épaisses. Ces bovins africains sont nécessaires pour équilibrer l'influence des cornes Sayaguesa de taille moyenne et des petites cornes Chianina dans le mélange de races. Comme ils ne sont pas étroitement apparentés aux races européennes en tant que race bovine africaine, ils augmentent la variabilité génétique du mélange des races, facteur important pour s'adapter aux conditions environnementales nouvelles et changeantes. 

### Étapes de reproduction
Selon Claus Kropp, il est prévu de créer deux lignées d'élevage distinctes pour les deux premières générations de croisements, qui seront ensuite combinées dans la troisième génération de croisements. 
Il y a d'abord la création de deux lignées d'élevage : une lignée de reproduction est créée en croisant Chianina et Watussi ; la deuxième lignée de reproduction est créée en croisant des bovins podoliens (Maremmana ou Bovins de steppe hongroise) et Sayaguesa. 
Ensuite, les animaux croisés de la première génération (F1) de la lignée d'élevage Chianina × Watussi sont accouplés (F1 × F1) pour créer les animaux croisés de la deuxième génération (F2). Il en va de même pour la lignée d'élevage Podolian × Sayaguesa. 
Les deux lignées d'élevage ainsi créées sont ensuite mélangées : les meilleurs animaux sont sélectionnés dans le F2 des deux lignées d'élevage et croisés entre eux afin de créer les animaux croisés de la troisième génération de croisement (F3), qui proviennent désormais des quatre races du départ. 
La poursuite de la sélection se fait avec la lignée de reproduction unique et désormais standardisée. Les meilleurs animaux sont sélectionnés parmi les croisements de la troisième génération (F3) et accouplés entre eux, si nécessaire également avec des individus F2 particulièrement adaptés. 
En plus de ce plan d'élevage principal, d'autres variantes de croisement entre les races parentales peuvent également être effectuées afin d'obtenir une compréhension plus détaillée des voies d'hérédité des caractères individuels, si nécessaire. 

## Antécédents de reproduction

### Animaux reproducteurs des races originales

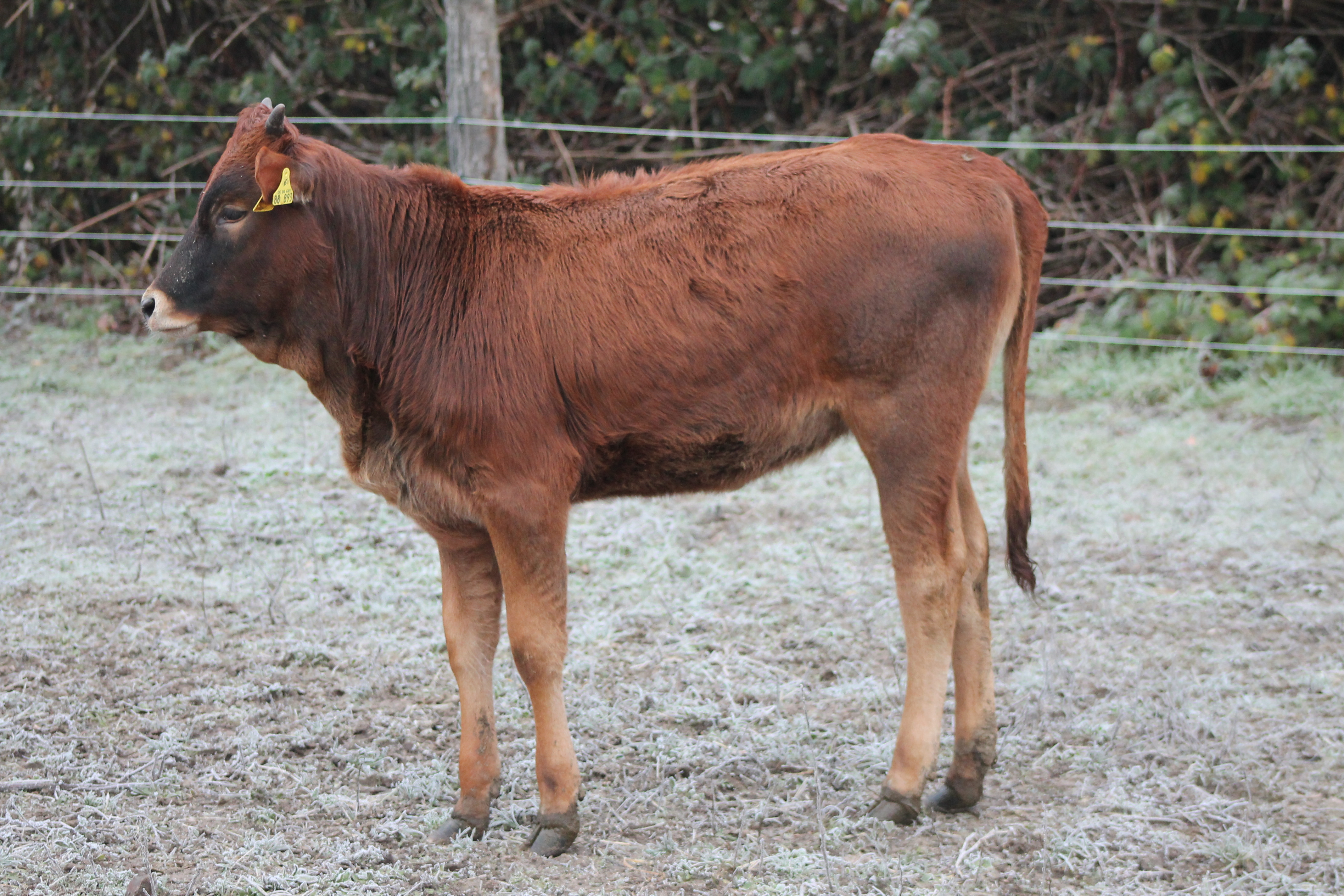
hybride F1 (Watussi × Maremmana), décembre 2017

Le projet Auerrind compte actuellement 18 animaux des races originales. Du côté des femelles, il y a quatre vaches Chianina, trois génisses Sayaguesa, trois des steppes hongroises, deux Maremmana et une Watusi. Les mâles comprennent deux veaux sayaguesa, un taureau Watusi, un Chianina et un gris hongrois. 

### Hybrides
Jusqu'à présent, huit animaux croisés de la génération F1 sont nés : en 2016, un veau issu du croisement sayaguesa x bœuf gris hongrois, en 2017, deux Watussi × Maremmana et un veau Watussi × Sayaguesa et en 2018 deux veaux Sayaguesa × gris des steppes  et deux veaux Sayaguesa × Chianina (un mâle et une femelle). Jusqu'à sept veaux croisés supplémentaires sont encore attendus. 

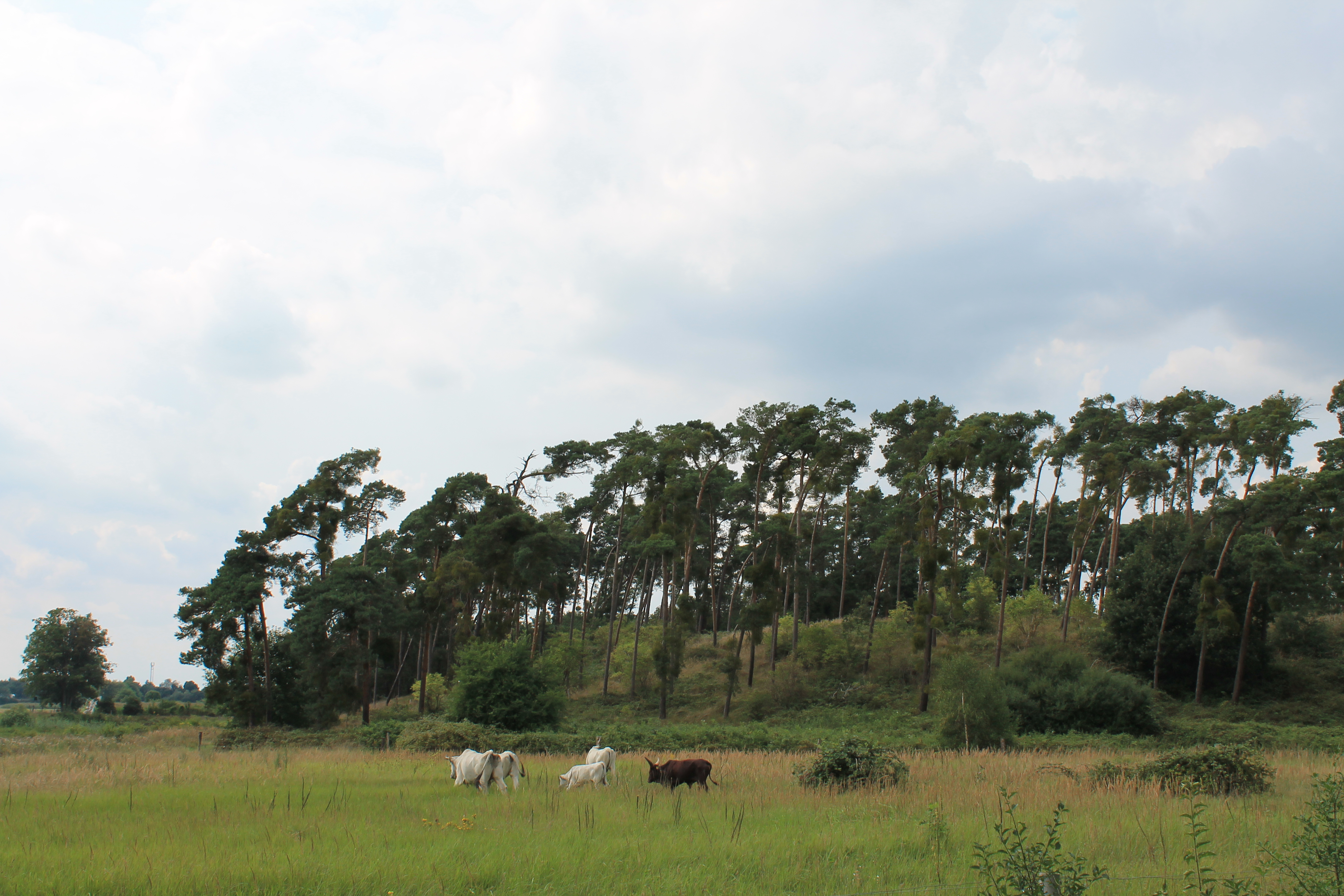
Aire de reproduction à Lorsch : vaches Chianina et Watusi, août 2014

## Zones de reproduction
L'élevage se concentre dans l'arrondissement de Bergstrasse dans la Hesse. Les lieux de reproduction sont situés à Lorsch et Einhausen. Il est prévu d'ouvrir des sites de reproduction près de Bensheim, et Groß-Rohrheim en 2018, où les animaux vivront dans des pâturages aux côtés de buffles d'eau. 
En dehors de la Hesse, il existe actuellement deux sites de reproduction, l'un à la société d'entretien du paysage Hohmeyer près de Bielefeld en Rhénanie du Nord-Westphalie, l'autre est le parc animalier Schwarzach à Unterschwarzach dans le district de Neckar-Odenwald dans le Bade-Wurtemberg,. 

## Science et éducation
Approfondir les connaissances sur l'aurochs en plus d'en élever un substitut est aussi l'objectif du projet. 

### Acquisition de connaissances
Dans le cadre du projet Auerrind, un projet de recherche complet est en cours depuis 2017, dans lequel tous les crânes d'aurochs trouvés dans la région du Rhin supérieur sont enregistrés, datés et mesurés. En plus des résultats sur la morphologie générale, selon Kropp, les données devraient également fournir un aperçu des changements morphologiques de l'auroch au cours des millénaires dans une petite région clairement définie. 
En outre, un échantillon d'ADN a été prélevé sur un crâne d'aurochs de Bensheim en coopération avec l'Université de Kiel. Celui-ci est actuellement séquencé puis évalué. 

### Partage des connaissances
En collaboration avec le parc naturel de Bergstraße-Odenwald, l'exposition du musée « Les Aurochs - une recherche de traces » a été créée. Elle a pour sujet l'histoire de l'aurochs, son rôle écologique, son importance pour l'homme, l'état actuel de la recherche, en particulier en génétique moléculaire, ainsi que les races ressemblantes actuelles et leur signification pour la conservation de la nature. Cette exposition s'est déroulée du 28 janvier au 6 mai 2018 au Centre du Musée Lorsch,,. 
En 2018 s'est tenue la conférence internationale, « Les Aurochs - l'élevage et le pâturage naturel pour un avenir plus sauvage ? ». Elle s'est développée et tenue à Lorsch, à laquelle ont participé, outre le projet Auerrind, le projet Taurus Rhénanie-du-Nord-Westphalie et le programme néerlandais Tauros, ainsi que des scientifiques et des responsables de la conservation venant des deux pays,,.

## Partenaires du projet
Le projet est géré conjointement par le laboratoire archéologique expérimental en plein air de Lauresham (fondateur du projet), le Big Herbivore Circle dans le quartier de Bergstrasse. V. et la société d'entretien paysager Hohmeyer. 
Le Geo-Naturpark Bergstraße-Odenwald est un partenaire financier.